# Manel Barea Cervera
Manel Barea Cervera (Benaguasil, 1948) és un músic valencià, establert a Catalunya. Ha estat professor superior de trompa, director de la Banda Simfònica de Badalona i professor de l'Escolania de Montserrat. També ha tocat en formacions com l'Orquestra de Solistes de Catalunya o l'Orquestra de Cambra del Teatre Lliure, a més de ser membre fundador del Quintet Aulos de música de cambra. Alguns del directors que l'han dirigit han sigut Antoni Ros-Marbà, Enrique García Asensio, Rafael Frübeck de Burgos, Josep Pons i Viladomat i Sergiu Celibidache. Com a director de la Banda Simfònica de Badalona, ha ofert actuacions tant arreu de Catalunya com a l'estranger. El 2008 la Banda Simfònica de Badalona va ser banda convidada al Certamen Nacional de Bandes de Música Civil de Cullera. El 2010, hi participà novament i va guanyar el primer premi i la Menció Especial del Jurat. El 2019, Barea va organitzar un concert al Monestir de Montserrat a benefici de l'escolania de Montserrat i l'Hospital de Sant Joan de Déu.
Barea ha compaginat la seva carrera professional de músic clàssic amb l'àmbit de la música popular. Així, és seva l'adaptació per a banda de l'himne del Club de Futbol Badalona, que, per raons que no tenien res a veure amb el músic, se situà enmig d'una polèmica pública; com a pianista va actuar durant molts anys al restaurant Set Portes de Barcelona, on va rebre felicitacions de Frederic Mompou, Lou Reed, Plácido Domingo i Anthony Burgess, i el 3 d'octubre del 2010, va estrenar, amb la Banda Simfònica de Badalona, l'obra de Salvador Brotons Tribut a Raimon, en homenatge al cantant.
La majoria de les seves composicions han estat conservades com a gravacions musicals, en disc o casset, a la Biblioteca Nacional d'Espanya o en biblioteques referenciades al catàleg col·lectiu WorldCat. Algunes obres representatives entre les seves composicions poden ser: Al néixer la vida, L'alba blanca, o Cançó d'amor. A més, Barea ha musicat les lletres d'autors com Joaquín Carmona, Alejandro Cintas, i d'altres.